# Liste der Ständigen Vertreter Litauens beim Europarat
Die Liste der Ständigen Vertreter Litauens beim Europarat enthält Botschafter der Republik Litauen beim Europarat in Straßburg. Die Republik Litauen ist seit 1993 Mitglied des Europarates.

## Ministerkomitee
Das Ministerkomitee ist das Exekutivorgan des Europarates, in diesem werden die Mitgliedstaaten durch ihre Außenminister bzw. deren Ständige Vertreter im Range eines Botschafters vertreten.

## Liste
| Ernannt      | Ständiger Vertreter  | Bemerkungen | Premierminister      | Abberufen    |
| ------------ | -------------------- | ----------- | -------------------- | ------------ |
| 1993         | Aurimas Taurantas    |             | Adolfas Šleževičius  | 1999         |
| 7. Sep. 1999 | Rokas Bernotas       |             | Rolandas Paksas      | 2003         |
| 2003         | Neris Germanas       |             | Algirdas Brazauskas  | 8. Okt. 2008 |
| 8. Okt. 2008 | Gediminas Šerkšnys   |             | Andrius Kubilius     | 2014         |
| 2014         | Vytautas Leškevičius |             | Algirdas Butkevičius | 2015         |
| 2015         | Laima Jurevičienė    |             | Algirdas Butkevičius |              |
| 2021         | Andrius Namavičius   |             | Ingrida Šimonytė     | 2023         |
| 2024         | Andrius Krivas       |             | Ingrida Šimonytė     |              |